# Pavel Složil
Pavel Složil (Opava, 29 de Dezembro de 1955) é um ex-tenista profissional tcheco.

## Grand Slam finais

### Duplas Mistas: 2 (1 título)
| Posição | Ano  | Campeonato    | Piso   | Parceira        | Oponentes                         | Placar   |
| ------- | ---- | ------------- | ------ | --------------- | --------------------------------- | -------- |
| Campeão | 1978 | Roland Garros | Saibro | Renáta Tomanová | Virginia Ruzici Patrice Dominguez | 7–6 ret. |

## Simples títulos (2)
| Posição | N. | Data | Campeonato            | Piso     | Oponente         | Placar        |
| ------- | -- | ---- | --------------------- | -------- | ---------------- | ------------- |
| Vice    | 1. | 1979 | Kitzbühel, Áustria    | Saibro   | Vitas Gerulaitis | 2–6, 2–6, 4–6 |
| Campeão | 1. | 1981 | Nancy, França         | Duro (i) | Ilie Năstase     | 6–2, 7–5      |
| Vice    | 2. | 1983 | Delray Beach WCT, EUA | Saibro   | Guillermo Vilas  | 1–6, 4–6, 0–6 |
| Vice    | 3. | 1984 | Vienna, Áustria       | Duro (i) | Tim Wilkison     | 1–6, 1–6, 2–6 |
| Campeão | 2. | 1985 | Kitzbühel, Áustria    | Saibro   | Michael Westphal | 7–5, 6–2      |